# Louis Cahuzac
Jean Louis Baptiste Cahuzac (Quarante, 12 juli 1880 – Bagnères-de-Luchon, 9 augustus 1960) was een Frans componist, muziekpedagoog, dirigent en klarinettist.

## Levensloop
Cahuzac werd heel vlug toegelaten in de klas voor klarinet bij meester Pagès, aan het Conservatoire Nationale de Region Toulouse in Toulouse, omdat hij heel begaafd was. Toen hij zijn eerste prijs behaalde in 1896 trok hij naar Parijs. Twee van zijn vrienden - de later componist Jules Mazellier en de latere dramaturg Romuald Joubé - die ook leraar zouden worden in hun vak, vergezelden hem. Aan het Conservatoire national supérieur de musique te Parijs geraakte Cahuzac binnen in de klas van de gevierde klarinettist Chrysogone Cyrille Rose. In 1898 sleepte hij zijn tweede prijs in de wacht en in het volgende jaar bereikte hij de hoogste beloning. De jury werd veroverd door de zuiverheid van zijn stijl en zijn aangename sonoriteit. De jonge laureaat was niet alleen een briljant instrumentist, maar ook een technicus van de bovenste plank. Boven alles was hij een kunstenaar, een musicus van de fijnste gevoeligheid. 
Hij werd geëngageerd door Francis Touche, die de Rode Concerten leidde. Deze concerten hebben veel bereikt in verband met de muzikale opleiding van de jeugd. Een voortreffelijk orkest en Louis Cahuzac werd onmiddellijk bij de besten geteld. In deze concerten heeft Cahuzac bij veel jongeren de schoonheid van twee meesterwerken opgeroepen namelijk het Kwintet in la, voor klarinet en strijkers en het Concert, voor klarinet en orkest van Wolfgang Amadeus Mozart.
Francis Touche gaf later een serie concerten in zijn eigen naam en zijn artiesten en zijn vaste gasten trokken met hem mee. Tijdens deze concerten kende Cahuzac veelvuldig succes. 
Cahuzac was ook toegelaten tot L'Association Artistique des Concerts Colone, waar hij lange tijd een belangrijke rol vervulde, eerst als tweede klarinet en ten slotte als soloklarinettist onder leiding van Gabriel Pierné. 
Hij was naast orkestsolist ook een bewondernswaardig klarinetvirtuoos, die binnen en buiten Frankrijk gevierd werd. Zijn reputatie was zo groot, dat Paul Hindemith hem persoonlijk uitkoos voor de première van zijn Concerto de Clarinette en La majeur. Cahuzac gaf ook de eerste auditie van Sonatine van Arthur Honegger, van de Sonatine van Darius Milhaud en van de Trois Pièces pour clarinette seule van Igor Stravinsky en niet te vergeten van de Rapsodie pour clarinette van Claude Debussy, waarbij de meester zelf hem aan het piano begeleidde. Hij verzorgde ook de eerste auditie van het Concerto, voor klarinet en orkest van Darius Milhaud, waarbij de componist zelf het orkest dirigeerde. Hij creëerde ook de eerste opname van het Concert, voor klarinet en orkest van Carl Nielsen.  
Cahuzac had ook een grote reputatie als docent. Zijn leerlingen kwamen van Zwitserland, Denemarken, Zweden, Noorwegen en Israël en werden op hun beurt meestal zelf tot virtuoos. 
Cahuzac werd onderscheiden met een benoeming in het Franse Legioen van Eer.
Naast zijn werkzaamheden als klarinettist en docent was hij ook een goede dirigent en een talentvol componist. Als dirigent leidde hij veel concerten van de Radio-Télévision française (RTF) en ook in het buitenland. 
In zijn geboortestad is een school naar hem benoemd Collège Louis Cahuzac.

## Composities

### Werken voor harmonieorkest
- Variations sur un Air du Pays d'Oc ("Se Canto"), voor klarinet en harmonieorkest

### Kamermuziek
- Arlequin, voor solo klarinet
- Cantilène, voor klarinet, altviool en piano
- Fantaisie sur un vieil air champêtre, voor klarinet en piano
- Pastorale cévenole, voor klarinet, altviool en piano

## Discografie
- Variations – Wind Master Series Vol. 2 met het Tokyo Kosei Wind Orchestra onder leiding van Makoto Kokubu op het label "Kosei Publishing Company" - KOCD 2402